# Бенкеренсія-де-ла-Серена
Бенкеренсія-де-ла-Серена (ісп. Benquerencia de la Serena) — муніципалітет в Іспанії, у складі автономної спільноти Естремадура, у провінції Бадахос. Населення — 938 осіб (2010).
Муніципалітет розташований на відстані близько 240 км на південний захід від Мадрида, 130 км на схід від Бадахоса.
На території муніципалітету розташовані такі населені пункти: (дані про населення за 2010 рік)
- Бенкеренсія-де-ла-Серена: 350 осіб
- Елечаль: 322 особи
- Ла-Нава: 133 особи
- Пуерто-Уррако: 131 особа
- Пуерто-Мехораль: 2 особи

## Демографія
Динаміка населення (INE ):